# Quanitra Hollingsworth
Pour les articles homonymes, voir Hollingsworth.
Quanitra Hollingsworth, née le 15 novembre 1988 à Chesapeake (Virginie), est une joueuse  de basket-ball féminin américaine naturalisée turque (sous le nom de Kuanitra Holingsvorth). Elle devient le 6 juin 2009 la plus jeune joueuse américaine à jouer en Women's National Basketball Association (WNBA), âgée de 20 ans et 203 jours.

## Biographie
Après avoir sauté deux classes, elle entrée au lycée dont elle sort diplômée à 15 ans. Étudiante, elle obtient un diplôme en informatique.
En 2005-2006, bien qu'elle soit la plus jeune joueuse du pays à évoluer en National Collegiate Athletic Association (NCAA), elle débute les 28 rencontres des Rams de VCU, équipe de basket-ball de la Virginia Commonwealth University et obtient des moyennes de 14,7 points à 51,5 %, 11,1 rebonds et 2,3 contres. Première joueuse de VCU à obtenir le titre de rookie of the year de la Colonial Athletic Association (CAA), elle est élue dans la CAA All-Defensive Team. L'année suivante, elle est invitée à la sélection nationale des moins de 19 ans. Elle marque 11 double-doubles et finit deuxième de NCAA aux rebonds et à l'adresse (9,4 et 53,2 %). En junior, elle marque 12 double-doubles malgré une saison où elle se blesse. En senior, elle obtient 14,2 pts et 9,7 rebonds de moyenne et est nommée CAA Defensive Player of the Year. Pour sa dernière rencontre dans le tournoi final NCAA, elle marque 16 points et 11 rebonds face à la star de l'Université Rutgers Kia Vaughn.
Neuvième choix de la draft WNBA 2009, cette intérieure joue au Lynx du Minnesota en WNBA. Hors saison WNBA, on la retrouve dans les pays baltes au TEO Vilnius en 2009-2010. Elle remporte le championnat LMKL et la Lgue baltique (BWBL) avec des statistiques de 15,3 pts (62,6 %)et 8,0 rebonds. En Euroligue, elle compile 10,8 pts (51,8 %)et 7,3 rebonds. L'année suivante, elle signe au TTT Riga, toujours en Euroligue.
Elle est transférée le 27 mai 2011 par le Lynx au Liberty de New York en échange d'un troisième tour de la Draft WNBA 2012.
Pour sa première saison au club russe, elle remporte en 2013 l'Euroligue avec UMMC Iekaterinbourg, inscrivant 5 points et 5 rebonds en finale. Elle signe pour la saison suivante au Fenerbahçe SK où sa double nationalité est un atout pour le championnat, dans lequel est exigé la présence d'au moins deux joueuses turques simultanément sur le parquet.
Après une année 2015-2016 au Fenerbahçe où elle émarge à 9,2 points et 6 rebonds en championnat et 6,6 points et 4,8 rebonds en Euroligue, elle rejoint durant l'été 2016 l’Université du Proche-Orient.

## Équipe nationale
En 2012, elle acquiert la nationalité turque sous le nom de Kuanitra Hollinghworth pour jouer avec l'équipe nationale turque. Elle dispute les jeux olympiques où son équipe est battue en quarts de finale par l'équipe russe.
Une seule naturalisée pouvant prendre part aux compétitions internationales, elle cède sa place - dernière recalée - à Latoya Sanders dans le cadre de la préparation pour le Mondial 2014.

## Palmarès
- Coupe de Russie 2013[11]
- Vainqueur de l'Euroligue 2013[6]
- Médaille de bronze au championnat d'Europe 2013 en France